# Андрей Иванович (князь старицкий)
Андре́й Ива́нович Ста́рицкий (5 августа 1490 — 11 декабря 1537) — удельный князь Старицкий (1519 — 1537), шестой и младший сын великого князя московского Ивана III Васильевича и Софьи Фоминичны Палеолог.
Назван в честь святого мученика Андрея Стратилата.

## Биография
О раннем детстве Андрея никаких сведений не сохранилось. Существует лишь упоминание, что он вместе с остальными детьми Ивана III сопровождал отца на богомолье в Троице-Сергиевский монастырь, затем в Ростов и Ярославль:331.
В 1505 году по завещанию своего отца Ивана III Васильевича Андрей получал в удельное владение Старицу, Верею с волостями, Вышгород с волостями, Алексин с уездом, Любутск, Холм, Новый Городок и волости Олешня и Синяя. В действительности становится вотчинником позднее, после смерти брата, князя Семёна Калужского (ум. июнь 1518 года). В этом же году его старший брат Василий III поднялся на трон. Как и другим его братьям, ему, по-видимому, запретили жениться, пока Василий не произведет наследника, т.е. до 1530 года.
Вместе с братом и его свитой 23 сентября 1509 года выезжает из Москвы в Великий Новгород.
Весной 1514 года оставлен великим князем в Москве, который отправился в третий поход на Смоленск. В этом же году упомянут наместником Аргуновской волости.
Вместе с братьями принимает 19 мая 1517 года посла императора Священной Римской империи Максимилиана I — Сигизмунда Герберштейна.
В мае 1518 года вместе с братом Семёном Калужским приглашен Василием III к нему в Волоколамск на охоту.
В феврале 1519 года получает от своего брата в удел Старицу, Верею, Вышгород и Алексин.
В июне 1521 года крымский хан Мухаммед-Гирей вторгся в пределы Московского государства. Князь Андрей Старицкий послан с войском против крымцев, но 28 июня на реке Ока терпит поражение, в том числе и из-за его беспечности. Крымцам удаётся переправиться через реку, а князь Андрей спасается бегством.
Летом 1523 года сопровождает брата Василия III в его поездке в Нижний Новгород.
В 1525 году присутствовал на судебном церковном соборе.
В январе 1526 года присутствует на свадьбе брата, великого князя и Елены Васильевны Глинской, сидит за столом «в тысетцких».
В сентябре 1527 года на Русь приходит крымский царевич Ислам-Гирей. Вместе с великим князем и братом Юрием Дмитровским выступает из Москвы к Коломенскому, а воеводы на берег Оки, где разбивают и преследуют крымское войско.
В 1531 году присутствовал на судебном церковном соборе.
В сентябре 1532 года присутствует вместе с братьями при освящении митрополитом Даниилом церкви Вознесения в Коломенском. В ноябре он вместе с братьями присутствует на крестинах своего племянника Юрия Васильевича, обряд был совершён в Троице-Сергиевом монастыре игуменом Иосафом Скрипицыным.

В 1533 году получил от брата Василия III, у которого к тому времени родилось двое сыновей, разрешение на брак по формуле «пожалования». «В неделю о Мытаре и Фарисее» (в данном случае 2 февраля, но разрядные записи датируют свадьбу январём), князь Андрей Старицкий женится на княжне Ефросинии, дочери князя Андрея Фёдоровича Хованского. Великий князь Василий III с супругой Еленой Глинской и сыном Иваном Васильевичем присутствуют на его свадьбе в Успенском соборе Московского кремля. Молодых венчает митрополит Даниил. В середине августа того же года послан к Оке вместе с братом Юрием и с воеводами оборонять южные рубежи от нашествия крымцев.

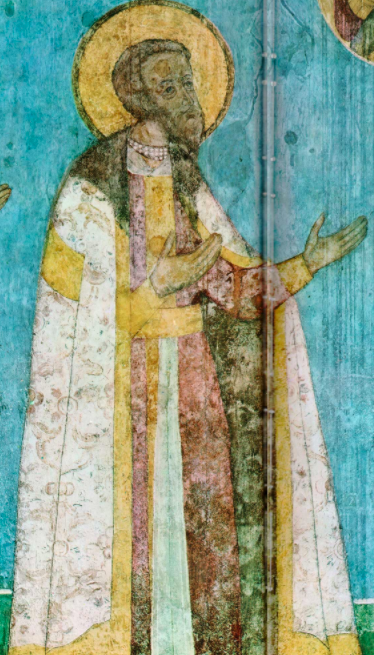
Князь Андрей Старицкий

 Незадолго до своей кончины, Василий III объявляет своего сына Ивана своим наследником. В ночь с 3 на 4 декабря 1533 года умирает великий князь Василий III и ещё до погребения 4 декабря митрополит Даниил созывает его с братом Юрием Дмитровским, а также князей, бояр и детей боярских приводя их к крестному целованию.
Андрей был в числе немногих лиц, выслушавших последнюю волю монарха, в присутствии митрополита Даниила принес крестное целование на верность наследнику Ивану и его матери и правительнице Елене Глинской. Присутствовал на погребении брата, Василия III.
После 40 дней траура, Андрей обратился к Елене Глинской с просьбой о расширении своих владений. Елена ответила отказом, и обиженный князь Андрей отбыл в марте 1534 года в Старицу:332, 333 В Старице вокруг князя Андрея стали собираться многие из недовольных могуществом Глинских и их жестокостями. Для выяснения отношений из Москвы в Старицу, по поручению Елены, ездил князь В. В. Шуйский, а затем и сам Андрей поехал в Москву для личных объяснений. Несмотря на взаимные заверения в верности и любви, взаимное недоверие только возрастало. В дальнейшем Андрей не отвечал на новые приглашения Елены посетить Москву.:333 Летом того же года упомянут во главе войска стоящем в Боровске. По приказу Елены Глинской 11 декабря 1534 года был схвачен его брат Юрий, который пробыл в заточении менее трёх лет и умер 3 августа 1536 года «страдальческой смертью».
В мае 1537 года князь Василий Фёдорович Голубой-Ростовский известил князя Ивана Фёдоровича Овчину-Оболенского, что Андрей собирается бежать в Литву. Елена послала своего фаворита, князя Оболенского, чтобы не допустить бегства Андрея. Покинув Старицу, Андрей остановился в селе Берново, откуда разослал грамоты боярским детям с призывом идти к нему на службу. На грамоту откликнулись многие из боярских детей, составив значительный отряд. Ближайшей целью Андрея было идти на Новгород и завладеть им. Отряд был остановлен под Новгородом, благодаря устроенным великокняжеским дьяком Яковом Васильевичем Шишкиным за пять дней деревянным невысоким «человек стоящий в высоту» острогом на случай обороны от мятежников, но и этого хватило, чтобы Андрей согласился сложить оружие и сдался в селе Тухоле на милость Оболенского, который под клятвенное обещание последнему сохранить свободу и удел, привозит 01 июня его вместе с семьею в Москву:334

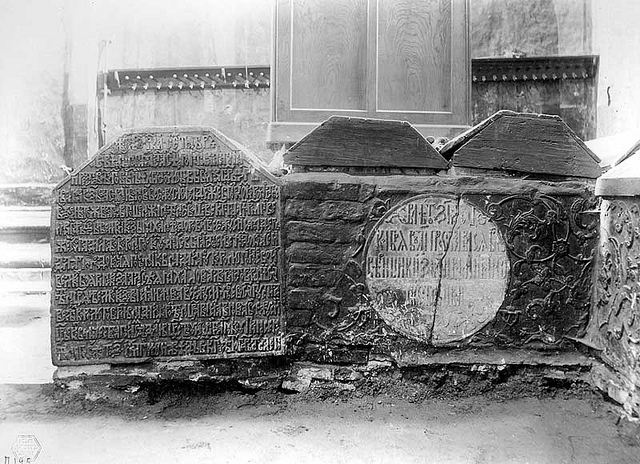
Архангельский собор. Вид торцов надгробий царя Василия Ивановича Шуйского (1557—1613), князей Старицких: Владимира Андреевича (после 1533—1569), Василия Владимировича (ок. 1552 — ок. 1574) и Андрея Ивановича (1490—1536).

В Москве его судили и бросили в тюрьму со всей его семьёй. Андрей умер несколько месяцев спустя и с большими почестями захоронен в Архангельском соборе в Москве. По делу о мятеже ряд его бояр подвергнуты торговой казни и заключению, несколько новгородских помещиков, выехавших к нему на службу, были публично казнены.
От брака с Ефросиньей имел единственного сына Владимира.

## Мнения историков
По мнению историка Н. М. Карамзина:

«Князь Андрей Иоаннович, будучи слабого характера и не имея никаких свойств блестящих, пользовался наружными знаками уважения при Дворе и в совете Бояр, которые в сношениях с иными Державами давали ему имя первого попечителя государственного; но в самом деле он нимало не участвовал в правлении; оплакивал судьбу брата, трепетал за себя и колебался в нерешимости: то хотел милостей от двора, то являл себя нескромным его хулителем, следуя внушениям своих любимцев.»

## Старица
В Старице Андреем был основан Свято-Успенский монастырь: построены храм Успения Пресвятой Богородицы, кирпичная церковь над Святыми воротами, деревянная колокольня, каменные корпуса для настоятеля и братии:33—34.

## Повесть о поимании князя Андрея Ивановича Старицкого

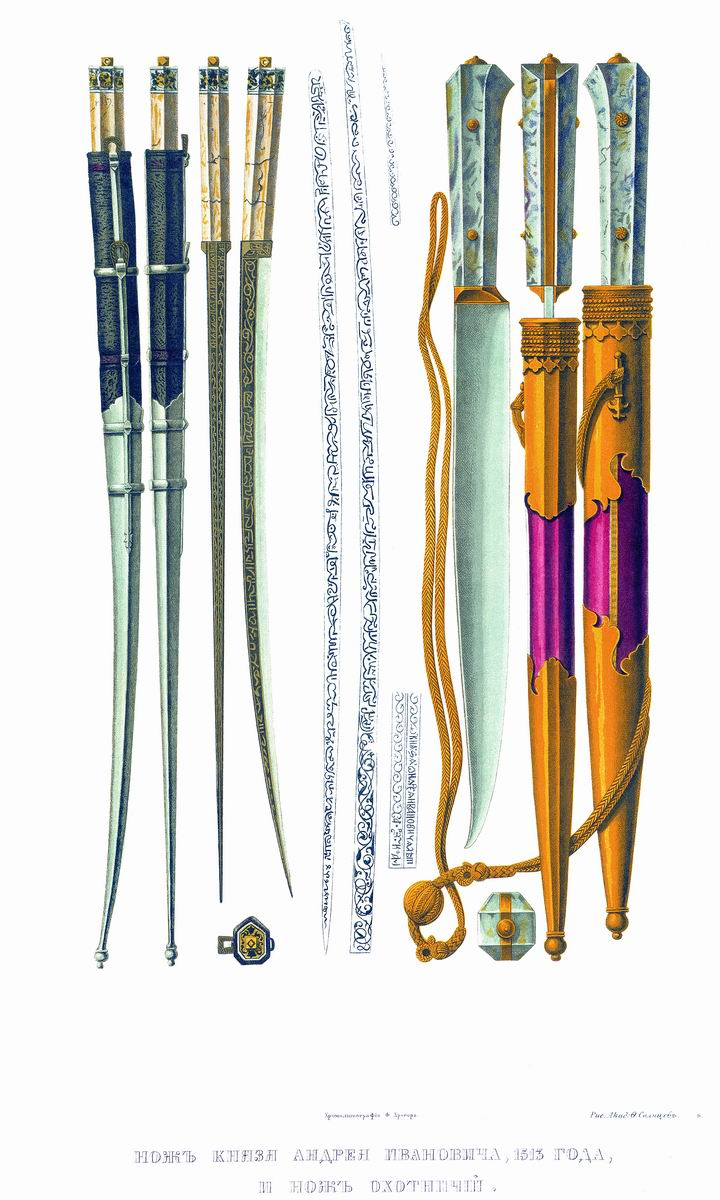
"Нож князя Андрея Ивановича, 1513 г., и нож охотничий"

«Повесть о поимании князя Андрея Ивановича Старицкого» известна в единственном неполном списке в составе литературного сборника. Написана в XVI веке и рассказывает об устранении от власти правительством Елены Глинской князя Андрея. Данный рассказ известен также по сообщениям за 1537 год в Воскресенской и Вологодско-Пермской летописях, однако Повесть проникнута сочувствием к князю Андрею и его сторонникам.